# 国境警備隊
国境警備隊（こっきょうけいびたい、英：Border guard, Border patrol）は、国境において警備を行う準軍事組織や文民警察などである。

## 概説
国境線の巡回を行い、犯罪者・不法出入国企図者の侵入逃走防止や密輸の阻止を行う。
原則として陸上国境の警備を行う組織をいい、海上国境の警備を行う組織は沿岸警備隊（こちらも準軍事組織や文民警察のひとつ）となる。軍隊が国境警備を行う場合は境界線を接する隣国と無用の緊張状態を作り出す可能性があることから（相手国と相互に敵視し合い仮想敵国となっている場合はなおさら）、通常の国境警備は準軍事組織とされる国境警備隊によって実施される。この仕事を正規軍が担わない場合が多いのは国境付近に正規軍が展開すると隣接国が進攻を警戒・または挑発行為とみなされ易い為、警察組織や準軍事組織たる国境警備隊を配置しある種の緩衝地帯とする。
日本は現在陸上の国境線を持っていない（南樺太は領有権放棄され、ロシア連邦の実効支配下）。ただし、2020年に沖縄県警察が「国境離島警備隊」という国境離島（尖閣諸島など）を警備する為の部隊を設立している。
また、国境の完全開放が行われているEU諸国間のような場合は警備が不要となるため国境警備隊も解体されると思われていたが、その変化は国によって温度差がある。長大な国境線と多くの隣国・仮想敵国を持つロシアのものは、独自に海上部隊及び航空部隊を保有している正規軍なみの重武装を誇る。これに対し、カナダおよびメキシコと米州機構や北米自由貿易圏を結成しているアメリカのものは警察組織に近く、軽装備である。

## 主な国の国境警備隊

### 日本

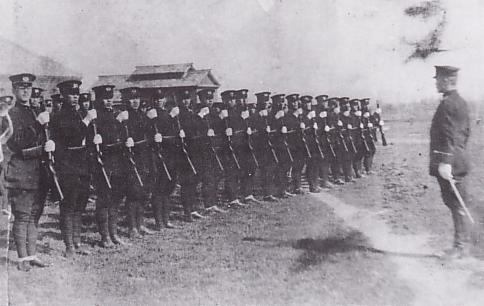
樺太に配置されていた国境警察隊。騎兵銃で武装している。

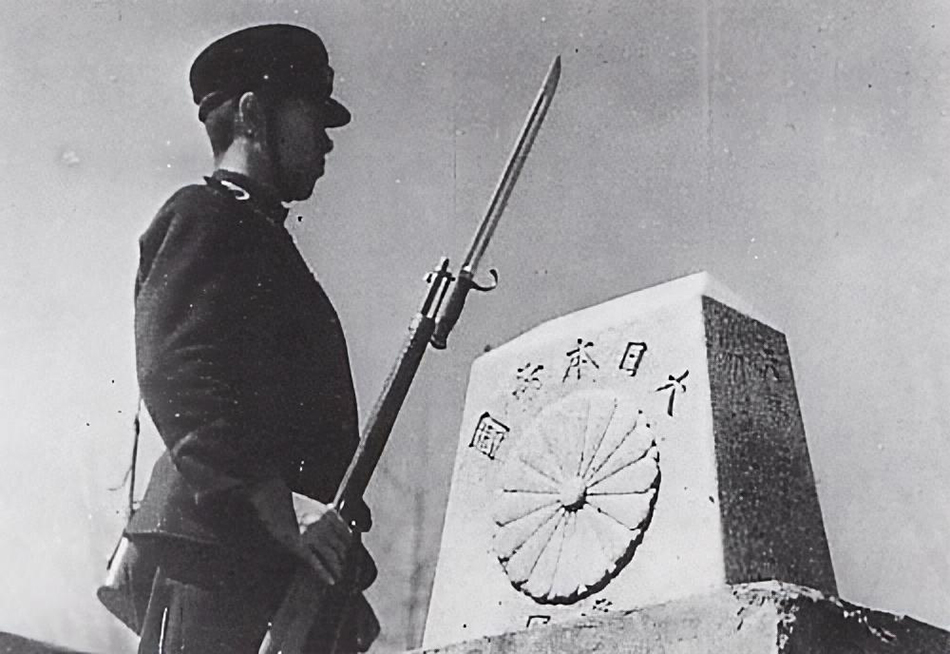
北緯50度の国境標識と、歩兵銃を手に警備にあたる日本の国境警察隊

第二次世界大戦前には陸上国境線のあった朝鮮半島や樺太に「国境警察隊」が配備されていた。三八式歩兵銃や機関銃などの軍と同じ小火器を装備し、国境地帯の直接警備を担当していた。南樺太では1913年から1939年まで軍は常駐せず、国境警察隊だけが警備を担当していた。
現代の日本は四方を海に囲まれており、陸上の“国境線”は存在しない。そのため、日本の国境警備は海上保安庁（諸外国での沿岸警備隊に相当する任務を負う）により行われている。入国審査や関税に関する業務は出入国在留管理庁や税関が担っている。南鳥島などの離島では、自衛隊が国境警備を行っている。また、国境に近い島には沿岸監視隊が配置されているが目的は情報収集と監視である。
北方領土の返還が陸上国境の生じる形で行われるなど、新たに陸上国境線が発生した場合の警備については不明。
なお2020年には、沖縄県警察警備部に国境離島警備隊が設立された。ただしこれは陸上の国境線ではなく尖閣諸島など国境の離島を警備するための隊である。

### アメリカ
国土安全保障省関税・国境警備局傘下（かつては労働省を経て司法省）である合衆国国境警備隊（U.S.Border Patrol）が警備を行なっている。経済的に富裕であるカナダ境界に比べ、メキシコ境界の方が密入国や密輸が多発しており、越境警戒業務ははるかに激務であるという。1994年の時点では4,139名の隊員が所属しており、一般的な離職率は5％だったが大規模な人員増加を行っていた1995から2002年までは離職率が10％を越えた年もあった。アメリカ同時多発テロ事件が発生した2001年は連邦航空保安局に転属する隊員が続出したため離職率が18％にも達したが、それ以降は給料の増加などの要因もあって離職率は低下し、2009年の時点では7〜8％のラインで落ち着いている。
アメリカの国境警備隊はジョージ・W・ブッシュ大統領（2001～2009）の指揮下で大規模な組織拡充を行っており、当初の計画では2010年には2万人規模の組織になる予定だった。メキシコからの不法移民や麻薬の流入がその後も止まらなかったため、2005年の7月にはさらに500名追加、同年の10月にはさらに1000名追加する法案に署名しており、同年の11月には2007年度に更に1500名追加する予算案を提出している。これらの拡充の結果、アメリカ国境警備隊はアメリカ連邦政府所属の法執行機関としては最大規模の組織になると予想されている。
現在アメリカの国境警備隊に所属している2万人前後の隊員のうち、大半はメキシコ国境に配属されている。カナダ国境は長大ではあるが、重大な問題が少ないこともあって配置人数が少なく、2001年にはわずか324名の隊員しか配置されていなかったことが明らかになっている。これは順次拡大されており2009年には1845名にまで拡充されている。とはいえ、アメリカ国境警備隊の主な任務がメキシコ国境の警備であると言う事実は動かしがたく、国境警備隊の情報サイトでも新規入隊者はまず南西部国境（メキシコ国境）に配属されることとスペイン語の履修が不可欠であることが明言されている。また、アメリカの国境警備隊は連邦政府所属の警察機関では最も殉職者が多い組織であり、1924年から数えて114名の隊員が命を落としている。

### ロシア／旧ソ連
冷戦時代のソビエト連邦では、諜報機関であると共に秘密警察でもあったKGB（国家保安委員会）隷下のロシア国境軍が国境警備を担当していた。
1991年のソビエト連邦の崩壊（ロシア連邦の建国）により、KGBはFSB（ロシア連邦保安庁）、SVR（ロシア対外情報庁）等に分裂、再編され、ロシア国境軍は『FPS（ロシア連邦国境庁）』として独立した組織となった。FPSは2003年にFSBに統合され、ロシア国境軍はFSBの一部門となった。

### ドイツ
第二次世界大戦後、ドイツ連邦共和国（西ドイツ）では正規軍たるドイツ連邦軍よりも先に連邦国境警備隊（Bundesgrenzschutz, BGS）が創設されていたため、プロイセンの伝統などが見られる。当初は準軍事組織としての性格もあったが、後に文民警察化された。また国境警備に留まらず州警察の管轄を跨いで活動する集団警備力としての側面もあり、特殊部隊として知られるGSG-9を設置して対テロ作戦も担当するなど、総合的な警備警察組織として機能するようになっていたことから、名称が実態に即していないと指摘され、2005年、連邦警察（Bundespolizei, BPOL）と改称された。
一方、ドイツ民主共和国（東ドイツ）では建国以前から内務省の前身にあたる内務管理局の元でドイツ国境警察（Deutsche Grenzpolizei）が組織されていた。国境警察は規模の拡大を受けて権限が国防省に移され、ドイツ民主共和国国境警備隊となった。

### EU
欧州ではシェンゲン協定後に欧州国境警備隊の創設計画が動き出した。欧州連合理事会はEU加盟国の外部国境を管理するための計画を2002年6月13日採択した。大半のEU諸国はEU委員会への権限委譲を嫌って長く明確な支持を表明して来なかったが、相次ぐテロ事件や難民の急増を受けて2015年12月、欧州委員会が「欧州国境・沿岸警備隊」設立を加盟国と欧州議会に提案。2016年7月に承認され、同年10月6日に難民流入が多いブルガリア・トルコ国境で発足式典を開いた。欧州対外国境管理協力機関（フロンテクス）の権限・装備を拡充した組織で、常時1500人規模以上を活動させることを目指している。

## 世界の国境警備隊の一覧

### アジア
- キルギス キルギス国境警備隊（英語版）
- 中国 人民武装警察辺防部隊
- 日本 沖縄県警察国境離島警備隊
- イスラエル イスラエル国境警察（英語版）
- インド
  - 国境警備隊 (インド)（英語版）、北西国境地帯に185,000人。
  - インド・チベット国境警察（英語版）、12,000人。
  - ラシュトリヤ・ライフル部隊（英語版）、カシミール地方に40,000人。
  - 特殊辺境部隊（英語版）、中印国境地帯10km圏内での秘密情報収集やコマンドー任務に従事する。
  - アッサム・ライフル部隊（Assam Rifles）、東部国境地帯に46個大隊が展開。
- ミャンマー 国境警備隊 (ミャンマー)
- タジキスタン タジキスタン国境警備隊（英語版）
- パキスタン
  - パキスタン・レンジャー（英語版）
  - 辺境軍団（英語版）
- バングラデシュ バングラデシュ国境警備隊（英語版）
- トルコ ジャンダルマ
- ベトナム 国防省 (ベトナム)（英語版）ベトナム国境防衛隊（英語版）
- マレーシア マレーシア国境警備庁（英語版）
- タイ
  - タイ王国国家警察庁タイ国境警備隊（英語版）
  - タハーン・プラーン
- ジョージア ジョージア国境警察
- イラン イラン国境警備隊司令部（英語版）

### ヨーロッパ
- 欧州連合 欧州国境沿岸警備機関
- アンドラ アンドラ警察隊（英語版）
- ベラルーシ ベラルーシ国家国境軍委員会
- ブルガリア ブルガリア内務省国家国境警察庁
- エストニア エストニア警察・国境警備隊（英語版）
- フィンランド フィンランド国境警備隊（英語版）
- スウェーデン スウェーデン警察庁
- フランス
  - フランス国家警察国境警察中央局（フランス語版、英語版）
  - 国家憲兵隊 (フランス)
- ドイツ 連邦警察 (ドイツ)
- アイルランド アイルランドの警察
- リヒテンシュタイン
  - 国境・税関隊（en:Law enforcement in Liechtenstein）
  - リヒテンシュタイン国家警察（英語版）
- リトアニア リトアニア国境警備隊（en:State Border Guard Service (Lithuania)）
- ラトビア ラトビア国境警備隊（en:State Border Guard）
- オランダ オランダ王立保安隊
- ノルウェー 陸軍セル＝ヴァランゲル守備隊（en:Garrison of Sør-Varanger）
- ポーランド ポーランド国境警備隊（en:Border Guard (Poland)）
- ポルトガル
  - 外国人・国境局（en:Serviço de Estrangeiros e Fronteiras）
  - ポルトガル共和国国家警備隊
- モルドバ モルドバ国境警察（ルーマニア語版、英語版）
- ルーマニア ルーマニア国境警察（en:Romanian Border Police）
- スペイン
  - スペイン王立国家警察（スペイン語版、英語版）
  - グアルディア・シビル
- ロシア ロシア国境軍
- スイス スイス国境警備隊（de:Grenzwachtkorps）
- ウクライナ ウクライナ国家国境庁（en:State Border Guard Service of Ukraine）
- イギリス 国境部隊 (Border Force) 
  -  ガーンジー ガーンジー国境局（en:Guernsey Border Agency）
- ギリシャ ギリシャ国家警察（Hellenic Police）
- ハンガリー ハンガリー共和国警察（Hungarian Police）

### アフリカ
- ガーナ ガーナ国境警備隊（英語版）

### アメリカ
- カナダ カナダ国境サービス庁
- アメリカ合衆国 アメリカ合衆国国境警備隊（英語版）

### オセアニア
- オーストラリア オーストラリア国境警備隊（英語版）

### 消滅した組織
- 日本 樺太庁警察部国境警備隊、朝鮮総督府警察国境警備隊
- 東ドイツ ドイツ民主共和国国境警備隊
- ソビエト連邦 ソビエト連邦国境部隊（英語版）
- ハンガリー ハンガリー国境警備隊（Border Guard）